# Furcifer belalandaensis
Furcifer belalandaensis este o specie de cameleoni din genul Furcifer, familia Chamaeleonidae, descrisă de Edouard-Raoul Brygoo și Domergue 1970. A fost clasificată de IUCN ca specie pe cale de dispariție (stare critică). Conform Catalogue of Life specia Furcifer belalandaensis nu are subspecii cunoscute.